# Jehan Mousnier de la Montagne
Pour les articles homonymes, voir Mousnier.
Jehan Mousnier de la Montagne ou Johanes la Montagne né en 1596 en France et supposé mort en 1670 à Ulster County dans l'État de New York est un médecin et explorateur huguenot.

## Aux Pays-Bas
Sa famille protestante émigre aux Pays-Bas, où, à partir de 1619 il entreprend des études de médecine à l'Université de Leyde. Deux ans plus tard, le 5 février 1621, il signe au côté de Jessé de Forest le célèbre Round-robin adressé à Sir Dudley Carleton, ambassadeur de sa Majesté le roi d'Angleterre à La Haye sollicitant le droit pour les familles huguenotes wallonnes de s’établir en Virginie. Ce document est aujourd'hui conservé au British Public Record Office.

## Exploration et installation à La Nouvelle-Amsterdam
En 1623, il accompagne Jessé de Forest ainsi qu'une dizaine de colons dans l'exploration des côtes de Guyane en vue d'une installation ultérieure. De retour à Leyde en novembre 1625, il poursuit ses études de médecine puis se marie en 1626 avec l'une des filles de Jessé de Forest mort d'insolation en Guyane en 1624, Rachel de Forest.
Le 26 juillet 1629, Jean Mousnier de la Montagne repart avec son épouse sur le Fortuyn pour l'île de Tobago, une possession néerlandaise (Nieuw Walcheren). Il revient probablement en 1633 et apparait à nouveau sur les registres de l'université de Leyde en 1636.
Le 25 septembre 1636, Dr J. de la Montagne embarque une dernière fois pour les Amériques et débarque le 5 mars 1637 à la Nouvelle-Amsterdam, où il s’installe définitivement.
Johannes est rapidement devenu «le seul médecin de Manhattan en qui les colons avaient confiance», pratiquant des innovations étonnamment sophistiquées (pour l'époque) .
La Montagne a siégé au Conseil de la Nouvelle-Néerlande et a été premier conseiller du directeur Willem Kieft et du directeur général Pieter Stuyvesant. Il était également commandant des troupes sur l'île de Manhattan (1640-1656), membre de la convention populaire de 1653 pour exiger une réforme gouvernementale à New Amsterdam, et commissaire des fortifications de la ville en 1654. Il a joué un rôle important dans plusieurs commissions mises en place pour négocier la paix avec les Indiens. Johannes La Montagne est nommé vice-directeur de la colonie en 1656, avec une responsabilité particulière pour Fort Orange (Albany) et Beverwyck. Lorsque la Nouvelle-Amsterdam passa aux Anglais, le Dr La Montagne signa un serment de loyauté à la Couronne.

## Famille
Ce couple aura six enfants :
- Jolant né en 1627.
- Jesse né en 1629.
- Jean né en 1632.
- Rachel née en 1634.
- Maria née en 1637.
- William né en 1641.

## Hommage
- En 1924, sort aux États-Unis une série de trois timbres pour les 300 ans.

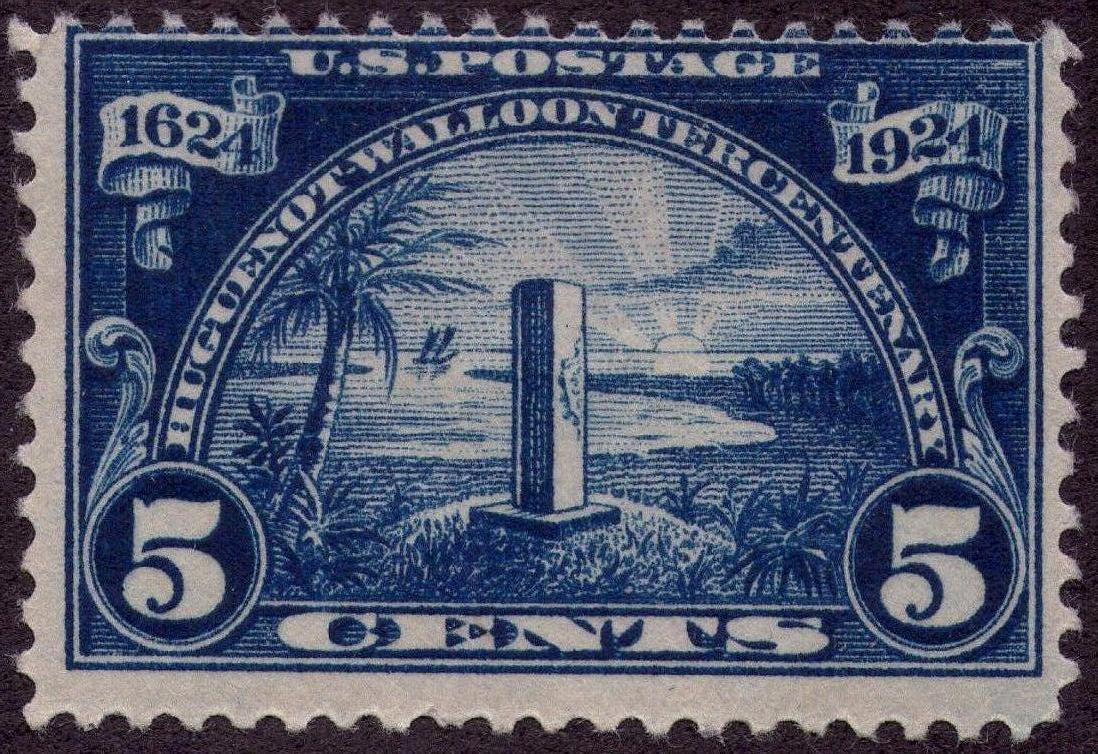
Timbre de 5 cents
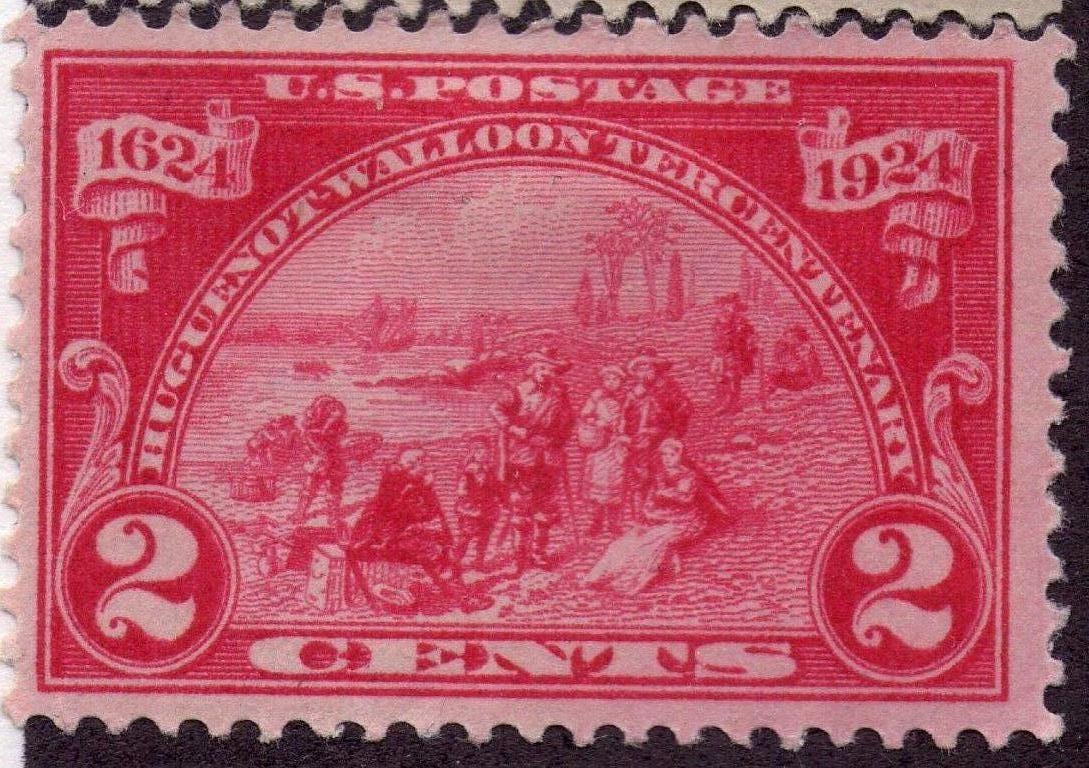
Timbre de 2 cents
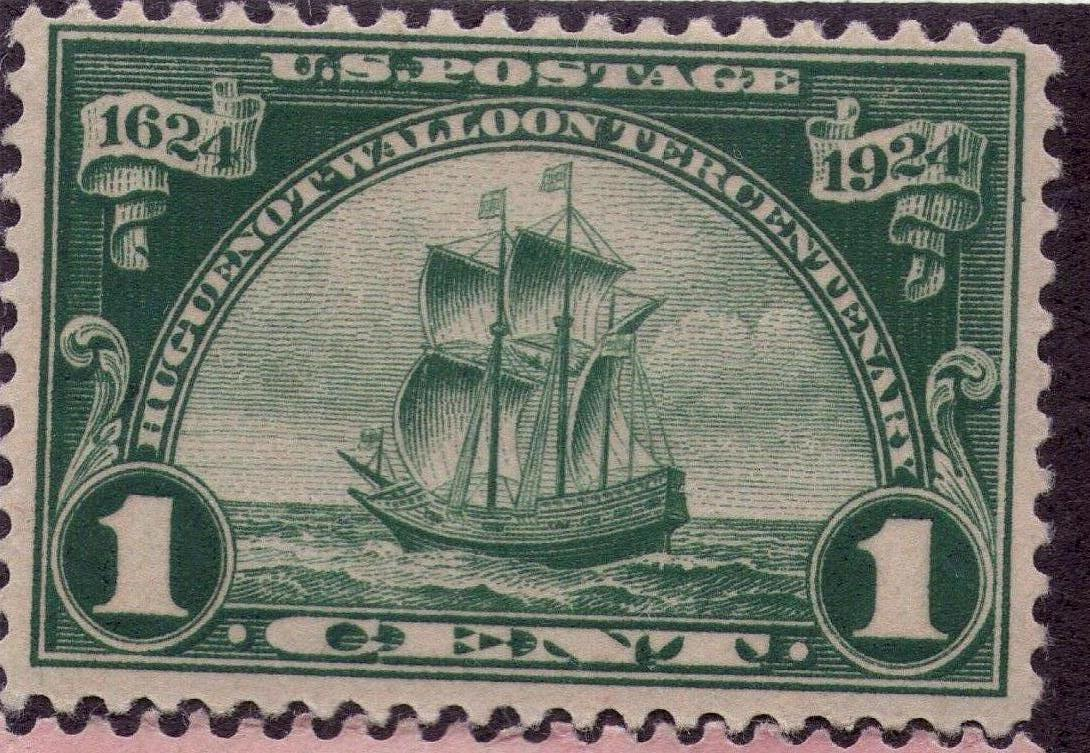
Timbre de 1 cent